# 马克·范·蒙塔古
马克·范·蒙塔古（英語：Marc, Baron Van Montagu，1933年11月10日—）是一位比利时分子生物学家，比利时根特大学教授，与约瑟夫·谢尔共同开发了基于农杆菌的植物转基因工具，并以此专利创建了植物基因系统公司（Plant Genetic Systems，PGS）。

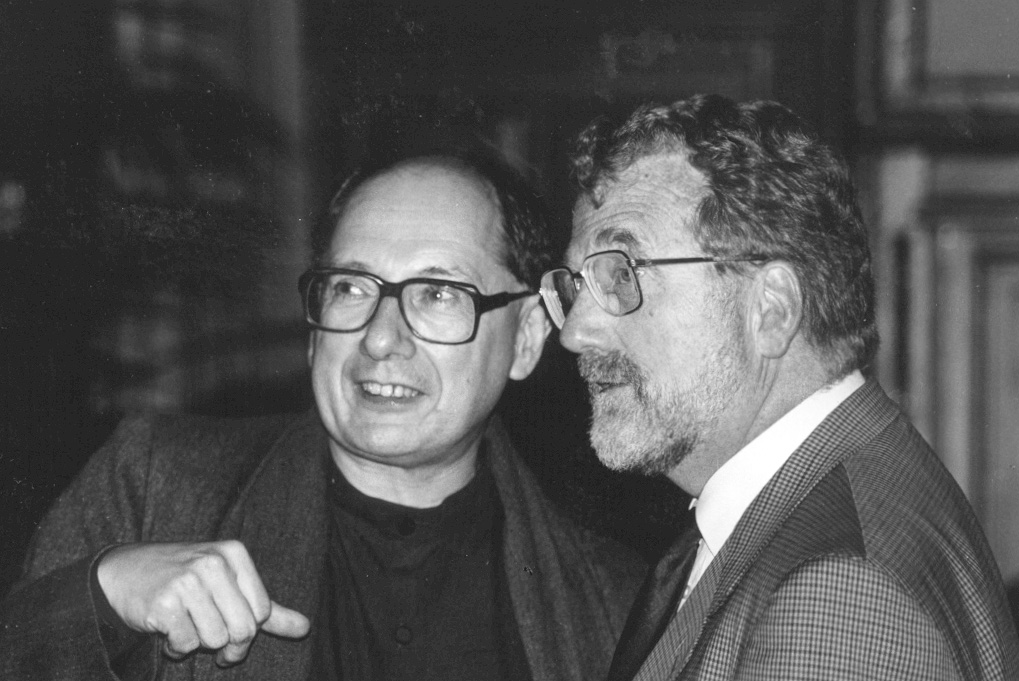
1993年的马克·范·蒙塔古（左）和约瑟夫·谢尔（右）